# Berdeniella helvetica
Berdeniella helvetica és una espècie d'insecte dípter pertanyent a la família dels psicòdids que es troba a Europa: els Alps, incloent-hi Eslovàquia, el Tirol del Sud i França.